# Sigmund Freudenberger
Sigmund Freudenberger (ur. 16 czerwca 1745 w Bernie, zm. 15 listopada 1801 tamże) – szwajcarski malarz, rysownik i rytownik.

## Życiorys
Urodził się w 16 czerwca 1745 roku w Bernie, w rodzinie adwokata Gottlieba Sigmunda Freudenbergera i Marianne Mesmer. W latach 1761–1764 kształcił się u Jakoba Emanuela Handmanna, po czym w 1765 roku wyjechał z Adrianem Zinggiem do Paryża. We Francji został uczniem Schmutzera i rozwijał się w pracowni Johanna Georga Willego, poznał także twórczość François Bouchera, Jean-Baptiste Greuzeʼa i Jean-Honoré Fragonarda, która wywarła wpływ na jego prace. W 1773 roku powrócił do Berna, choć pozostał pod wpływem paryskiego rokoko. Tworzył portrety w technice pastelowej, a także rysunki i ryciny przedstawiające wiejskie sceny rodzajowe z podróży po Szwajcarii, które odbył z Johannem Ludwigiem Aberlim. Zmarł 15 listopada 1801 roku w Bernie.

## Galeria

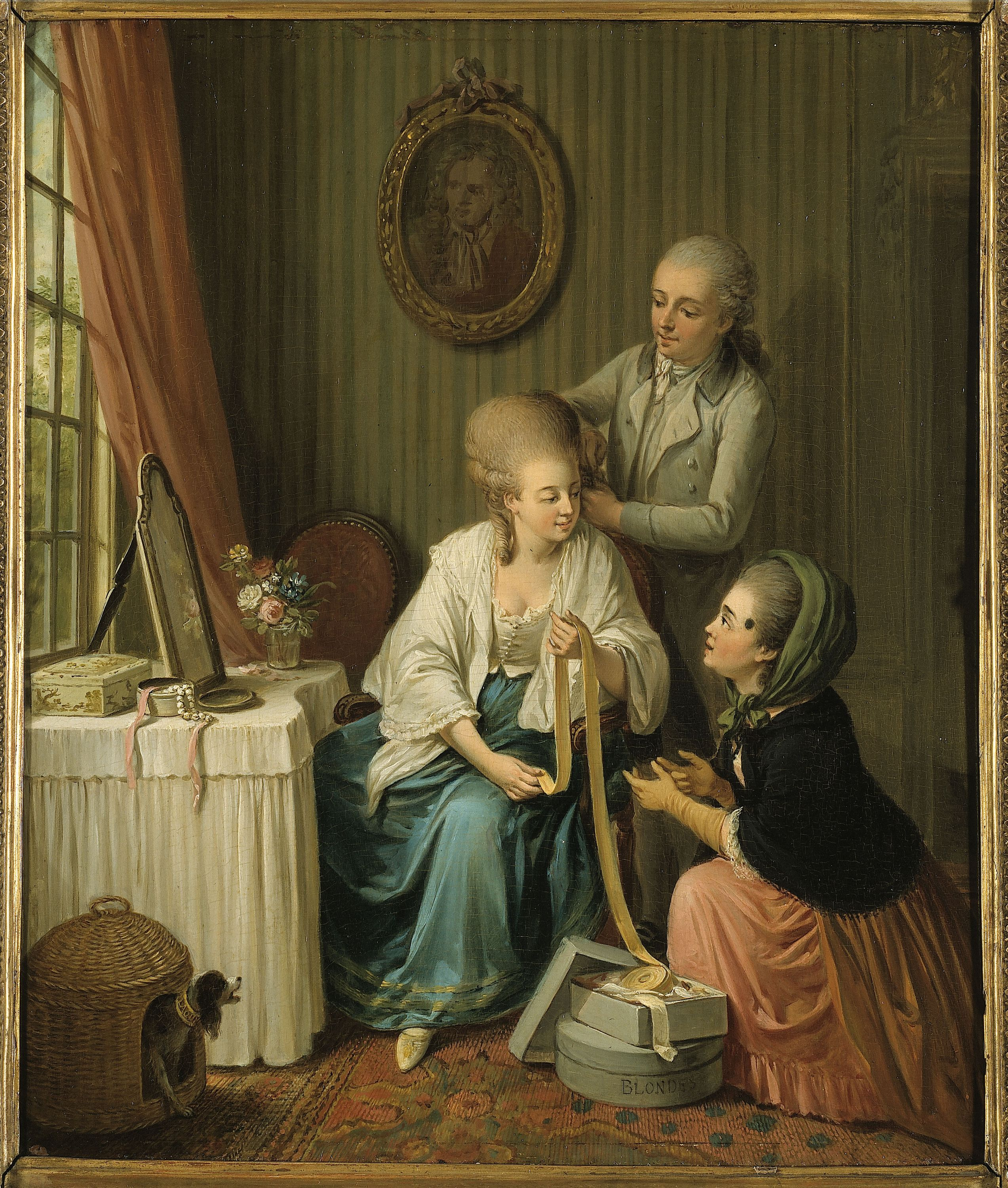
La Marchande de rubans, 1750–1799
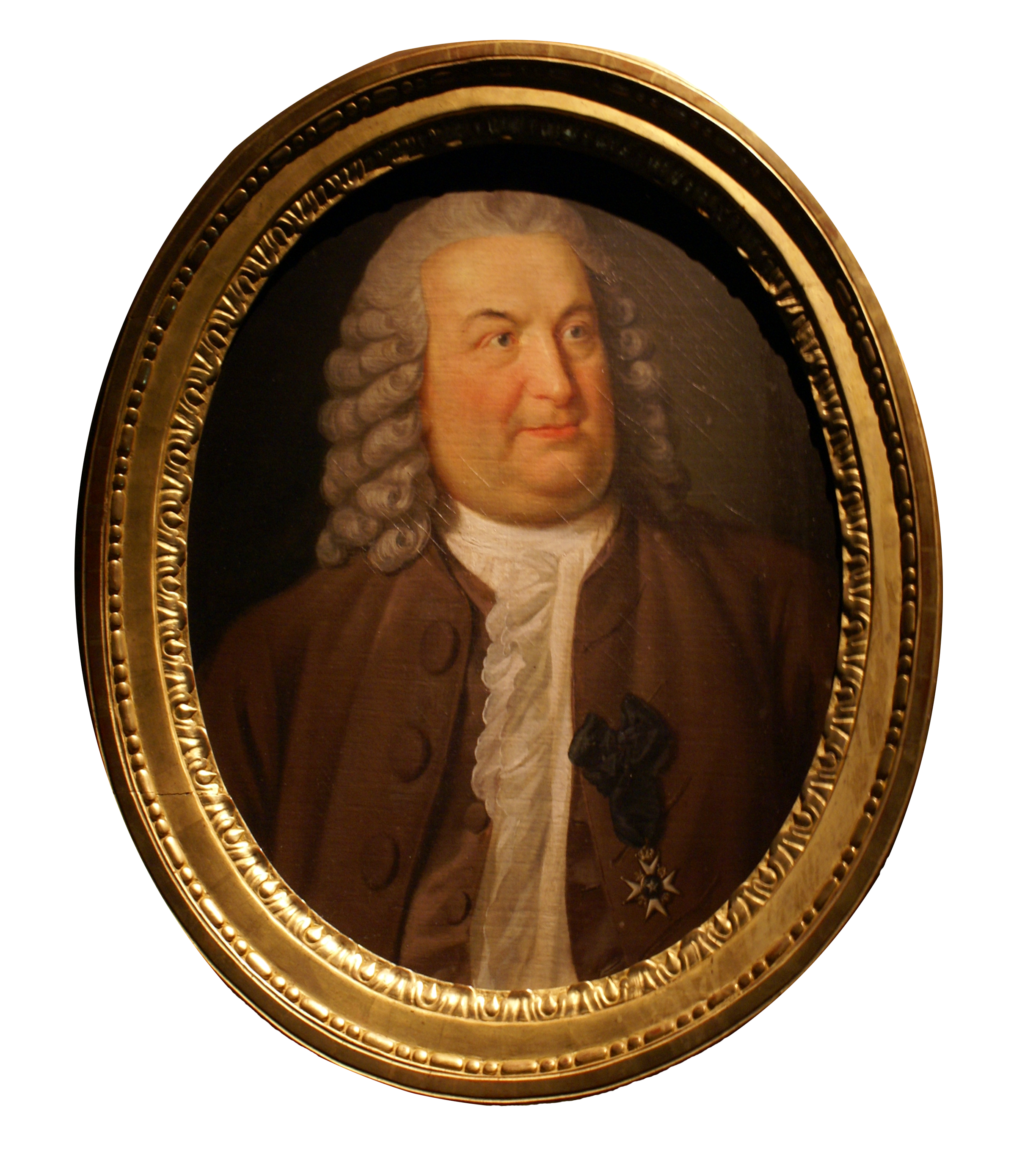
Portret Albrechta von Hallera, 1773
La Balanceuse, 1778
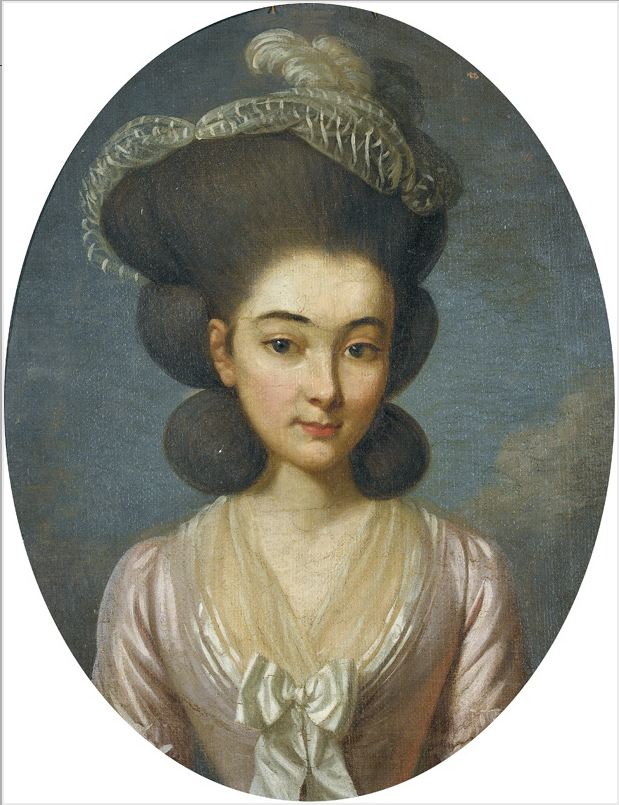
Portret Cathariny Henrietty Tscharner de domo Haller, olej na płótnie, ok. 1779
La Visite au Chalet, przed 1794